# Radix-blätter
Die radix-blätter waren eine zwischen 1986 und 1990 in der DDR erscheinende Untergrundzeitschrift und damit Teil der Samisdat-Literatur.

## Name
Inspiriert wurde der Name der radix-blätter durch Paul Celans Gedicht radix, matrix. Radix ist das lateinische Wort für Wurzel, und die Probleme in der DDR sollten nicht oberflächlich, sondern von der Wurzel her betrachtet werden.

## Geschichte
Die Zeitschrift wurde von Stephan Bickhardt, der aus Tarnungsgründen als Einziger in alle Teile des Herstellungsprozesses – wie Abtippen, Drucken, Zusammenlegen – involviert war, und Ludwig Mehlhorn ins Leben gerufen, um eine Gegenöffentlichkeit zu schaffen und es verschiedenen Autoren zu ermöglichen, systemkritische Texte zu publizieren. Als Vorbild dienten verschiedene Untergrundpublikationen, die Bickhardt auf Reisen in andere Staaten des Ostblocks kennengelernt hatte. In der Ausgabe Spuren wurden als Ziele das „Recht auf freie Meinungsäußerung, Recht auf freie Information, Recht auf Freizügigkeit, Recht auf uneingeschränkte Reisefreiheit, Recht auf Versammlungs- und Vereinigungsfreiheit, Chancengleichheit in der Bildung, unabhängig von Religion und Weltanschauung“ genannt. Eine Stasi-Analyse kam zu dem Schluss, dass unter anderem eine „Demokratisierung der DDR von unten“, die „Preisgabe des ‚politischen Monopols‘ der SED“ sowie eine „Veränderung der ökologischen Situation“ angestrebt würden.
Gedruckt wurden die radix-blätter in einem Hinterzimmer in der Wohnung von Bickhardts Eltern mit einer Druckmaschine, die der westdeutsche Politiker Heinz Suhr (Grüne) mit Hilfe seines Diplomatenpasses in die DDR geschmuggelt hatte. 136 Autoren veröffentlichten ihre Beiträge dort unter ihrem echten Namen.
Die verschiedenen Ausgaben waren bis zu 130 Seiten dick und erreichten Auflagen in Höhe mehrerer tausend Exemplare, die Ausgabe „Neues Handeln“ zu Pfingsten 1988 sogar eine Auflage von 25.000. Die Zeitschrift wurde auf verschiedenen Wegen verbreitet und für meist 5 bis 10 Mark verkauft. Durch die Erlöse wurden nicht nur Materialkosten gedeckt, sondern unter anderem auch drei Drucker bezahlt. Insgesamt wurden mehr als ein Dutzend Ausgaben mit nach verschiedenen Angaben ca. 120.000 bis 1 Million Seiten gedruckt. Die Inhalte umfassten Themen wie den Umweltschutz, Wahlen in der DDR oder die Folgen des Mauerbaus, die üblicherweise unter die Zensur gefallen wären. Die Stasi erlangte allerdings bis zuletzt keine wichtigen Erkenntnisse über Herstellungs- und Vertriebswege der radix-blätter.

## Ausgaben
- Atem
- Aufrisse 1. Absage an Praxis und Prinzip der Abgrenzung
- Aufrisse 2. Über das Nein hinaus
- Neues Handeln
- Oder
- Schattenverschlüsse. Zu Paul Celan
- Spuren
- Weil alle Abgrenzung …
- Wohnsinn